# Sin (jeu vidéo)
Pour les articles homonymes, voir Sin.
Sin (stylisé SiN) est un jeu vidéo de tir à la première personne sorti en novembre 1998 à la même époque que Half-Life (utilisant lui aussi le moteur de Quake).
Il a pour suite Sin Episodes.

## Synopsis
Le joueur incarne le colonel John R. Blade, un membre des Hardcorps, une entreprise de sécurité privée, dans un monde futuriste dont les bas fonds sont peu à peu ravagés par une nouvelle drogue d'origine inconnue : le U4. À la suite d'une attaque de banque, Blade est envoyé là-bas pour prendre en main la situation et libérer les otages.
Il est alors amené à poursuivre Mancini, un sombre mafioso qui semble avoir tout organisé. Mais le joueur s'aperçoit alors au fil de la poursuite qu'il n'est que le sous-fifre d'Elexis Sinclaire, la présidente de SinTek, une multinationale qui travaille dans les biotechnologies et que ce cambriolage fait partie d'un plan d'une bien plus grande envergure.

## Accueil
- Jeuxvideo.com : 17/20[1]

## Suite
Une suite, SiN Episodes, sous forme de courts épisodes utilisant le Source Engine de Valve Software et distribuée via le réseau Steam a été initiée. Le premier épisode, Emergence, est sorti le 10 mai 2006. En plus de JC, l'informaticien décoloré déjà présent dans Sin, Blade est accompagné d'une acolyte, Jessica Cannon. C'est le seul à être finalement sorti.